# Ли Мај (Беневенто)
Ли Мај је насеље у Италији у округу Беневенто, региону Кампанија.
Према процени из 2011. у насељу је живело 57 становника. Насеље се налази на надморској висини од 349 м.